# Barrington (Illinois)
Barrington – wieś w Stanach Zjednoczonych, w stanie Illinois, w hrabstwie Lake.